# NGC 3377
NGC 3377 è una galassia ellittica nella costellazione del Leone. Essa è compresa in un gruppo di almeno altre dodici galassie. La sua forma appare come quella di un ovale piuttosto che un cerchio non perfettamente definito. Questa galassia è stata attentamente studiata con il telescopio spaziale Hubble, nell'ambito di una vasta indagine condotta da un team internazionale di astronomi.

## Caratteristiche
Si ritiene, come anche per galassie come NGC 3379 e NGC 4486b, la galassia NGC 3377 contenga al suo centro un buco nero supermassiccio. La sua luminosità è piuttosto scarsa come anche quella della sua vicina NGC 3377A che dista da essa di appena 8' (8 primi d'arco).